# Mont Écho
Mont Écho är ett berg i Kanada.   Det ligger i provinsen Québec, i den sydöstra delen av landet, 250 km öster om huvudstaden Ottawa. Toppen på Mont Écho är 752 meter över havet, eller 21 meter över den omgivande terrängen. Bredden vid basen är 0,32 km.
Terrängen runt Mont Écho är huvudsakligen kuperad. Runt Mont Écho är det mycket glesbefolkat, med 7 invånare per kvadratkilometer.. Närmaste större samhälle är Sutton, 10,0 km väster om Mont Écho. 
I omgivningarna runt Mont Écho växer i huvudsak lövfällande lövskog.